# Волгоградская лаборатория современного театра
Волгоградская Лаборатория Современного Театра — один из театров Волгограда. Лаборатория не имеет собственного помещения, спектакли Лаборатории проходят в различных залах Волгограда, таких как зал областного киновидеоцентра и Областного Театра Кукол.

## История
Степан Николишин — художник по свету, свето-дизайнер, актёр, режиссёр, преподаватель мастерства актёра пластического театра приехал в Волгоград из Ташкента в январе 2008г по приглашению своего ученика Виталия Кима. Вместе они создали творческое сообщество Plastic Theater Studio, просуществовавшее до октября 2008 года, успев за время работы создать такие проекты, как «Световые спектакли в Волгограде», «Студия мастерства актера пластического театра» и «Rhythm Session». В октябре того же года в сообществе произошёл раскол, результатом которого стало открытие 1 ноября 2008г Волгоградской Лаборатории Современного Театра под управлением Степана Николишина. Три действующих проекта перешли Лаборатории в наследство от Plastic Theater Studio без каких-либо иных изменений, кроме организационных, права авторства на них принадлежат Степану Николишину. В феврале 2009г была открыта «Школа театрального продюсирования», четвёртый проект Лаборатории. В сентябре 2009г Лаборатория представила второй световой спектакль «Звезды» на сцене Областного Театра Кукол. Также был произведен новый набор в Студию мастерства актёра пластического театра и запущена вторая Школа театрального продюсирования. В феврале 2010 года были открыты ещё два проекта Лаборатории «Актёрский тренинг для жизни» и «Театральное кафе». Благодаря «Театральному кафе» в Волгограде появилась экспериментальная площадка для начинающих режиссёров современного театра и художников современного искусства. В сентябре 2010 года состоялась премьера пластического спектакля «Исповедь». В связи с этим открылся проект «Пластические спектакли»]. Октябрь 2010 ознаменовался открытием проектов «Территория праздника» и «Эмоция в танце». В ноябре 2010 года состоялась презентация программы пластических миниатюр «Метаболический концерт со скрипом в оркестре». Так же в ноябре состоялся мастер-класс представителя школы Лекока Эруана Петит (Франция). В феврале 2011 года были осуществлены постановки спектаклей «Притча о…» и «Аленький цветочек». В апреле 2011 года, по приглашению Степана Николишина, Волгоград посетил артист цирка Дю Солей, мастер пантомимы Евгений Брим (США). К приезду мастера Лабораторией и школой-студией танца и театра «Sотворчество» было подготовлено шоу «соБытие», в котором Евгений Брим принял участие со своими номерами. Так же при помощи Лаборатории и «Sотворчества» был организован мастер-класс Брима «Дверь в другое измерение». В ноябре 2011 года премьерой клоунской программы «Дурлеск» был открыт проект «Клоунские спектакли». 14 октября 2012 года Лаборатория открыла свой 5 театральный сезон. 26 мая 2013 года Лаборатория закрыла 5 театральный сезон. 7 сентября 2013 года Лаборатория открыла свой шестой театральный сезон. 14 декабря 2013 года состоялась премьера спектакля «У моря». 19 апреля 2014 года состоялась премьера клоунского спектакля «Хахамозяки». 25 мая 2014 года Лаборатория закрыла свой шестой театральный сезон. 14 сентября 2014 года Лаборатория открыла седьмой театральной сезон премьерой спектакля мим-новелла «Он, Она и Они». 30 ноября 2014 года Лаборатория представила премьеру спектакля «Нецензурно» с текстом. 10 марта 2015 года художественным руководителем Лаборатории современного театра был назначен Александр Иванович Малахов. 4 апреля 2015 года в Лаборатории состоялась премьера спектакля «Зима». 17 мая 2015 года Лаборатория современного театра закрыла свой седьмой театральный сезон. С 6 октября 2015 года Волгоградская Лаборатория современного театра временно прекратила свою деятельность в Волгограде. 26 ноября 2016 года московской премьерой светового спектакля «День Художника» был открыт первый сезон Лаборатории современного театра в Москве.

## Участие в фестивалях
В 2008 году — Международная акция Ночь музеев в городе Саратове.
В 2009 году — Международная акция Ночь музеев в городе Волгограде.
Международный фестиваль «Форвард — 2019» в городе Волгограде.
IX международный фестиваль «Четыре элемента — 2009г» в Москве, Лаборатория представляла световой спектакль «День художника» на большой сцене московского Театра Луны.
Выступление на открытии Второго международного кинофестиваля «Восток & Запад» в городе Оренбург
В 2012 году — Международная акция Ночь музеев в городе Волгограде.
В 2012 году — Молодёжный фестиваль современного искусства «МОЛФЕСТ. museer»
В 2013 году — Международная акция Ночь музеев в городе Волгограде.

## Репертуар
- Световой спектакль «День художника» — автор и режиссёр — Степан Николишин, художник по свету — Мария Чуйкина, актриса — Анна Вронская.

- Световой спектакль «Звезды» — автор и режиссёр — Степан Николишин, художники по свету: Степан Николишин, Ирина Фурсина, актёры: Анастасия Сяткина, Мария Чуйкина, Степан Николишин, Диана, Нестор.

- Пластический спектакль «Исповедь» — автор и режиссёр — Степан Николишин, актёры: Анастасия Сяткина, Геннадий Алхимов.

- Программа пластических миниатюр «Метаболический концерт со скрипом в оркестре»- автор и режиссёр — Степан Николишин, актёры: Мария Чуйкина, Анна Ким, Степан Николишин, Анна Вронская.

- Чайная церемония «Притча о…» — автор — Римма Чернявская, режиссёр — Степан Николишин, актёры: Мария Чуйкина, Анна Вронская, Степан Николишин, Жанна Хуснетдинова, Александр Рябчун.

- Мим клоунада «Аленький цветочек»- автор — Санджар Арипов, режиссёр — Степан Николишин, исполняет Степан Николишин.

- Клоунская программа «Дурлеск» — постановка Степана Николишина, актёры: Мария Чуйкина, Анна Вронская, Степан Николишин, Анна Ким.

- Драматический спектакль «У моря» — автор пьесы Наталия Май, постановка Степана Николишина, актёры: Людмила Скороходова, Дарья Лабзеева, композитор — Александр Чирков.
- Клоунский спектакль «Хахамозяки» — постановка Степана Николишина, актёры: Людмила Скороходова, Александр Малахов, Дарья Лабзеева.
- Мим-новелла «Он, Она и Она» — автор текста — Енгибаров Леонид Георгиевич, постановка Людмилы Скороходовой, актёры: Людмила Скороходова, Александр Малахов.
- Спектакль «Нецензурно» с текстом — авторы пьесы: Фо Дарио, Рамэ Франка, постановка Степана Николишина, актёры: Людмила Скороходова, Александр Малахов.
- Спектакль «Зима» — автор пьесы — Гришковец Евгений Валерьевич, постановка Степана Николишина, актёры: Александр Малахов, Алексей Чукин, Екатерина Нескоромная